# Rudolf Loman
Rudolf Johannes Loman (* 14. Oktober 1861 in Amsterdam; † 5. November 1932 in Den Haag) war ein niederländischer Schachmeister und Organist.

## Leben
Loman war der Sohn des niederländischen Theologen Abraham Dirk Loman (1823–1897). Er war ausgebildeter Organist und Musiklehrer.
Rudolf Loman zählte seit den 1890er Jahren zu den führenden Schachspielern der Niederlande. 1890 gewann er in Den Haag und 1891 in Utrecht zwei Vorläuferturniere zur Niederländischen Meisterschaft, die erst seit 1909 offiziell ausgerichtet wurde. Loman verlegte für einige Jahre seinen Wohnsitz nach London, wo er sich als Berufsschachspieler einen Namen machte und um Einsätze in Cafés spielte. Auch dort war jedoch die Musik sein Hauptberuf.
In London spielte er 1904 gegen den deutschen Meister Paul Saladin Leonhardt einen Wettkampf 5:5 (+4 =2 −4). Loman gewann 1912 in Delft die zweite Landesmeisterschaft der Niederlande, 1913 verlor er sein Championat in einem Wettkampf gegen Johannes Esser, dem er mit 0,5:3,5 unterlag. Loman, der bis zum Auftreten von Max Euwe als einer der führenden Niederländer im Schach galt, erreichte bei der Landesmeisterschaft 1926 in Utrecht nochmals die Vizemeisterschaft hinter Euwe.
|   | a | b | c | d | e | f | g | h |   |
| 8 |   |   |   |   |   |   |   |   | 8 |
| 7 |   |   |   |   |   |   |   |   | 7 |
| 6 |   |   |   |   |   |   |   |   | 6 |
| 5 |   |   |   |   |   |   |   |   | 5 |
| 4 |   |   |   |   |   |   |   |   | 4 |
| 3 |   |   |   |   |   |   |   |   | 3 |
| 2 |   |   |   |   |   |   |   |   | 2 |
| 1 |   |   |   |   |   |   |   |   | 1 |
|   | a | b | c | d | e | f | g | h |   |

Besonders dieser Sieg in einer Simultanveranstaltung gegen den damaligen Schachweltmeister erregte Aufsehen. Lasker hatte soeben den Turm auf f8 geopfert und nun einen unaufhaltbaren Bauern auf h7 erhalten. Nach der Umwandlung wäre die Partie bald entschieden. Loman gab noch das Racheschach 1. … Tc3+, das nach 2. Kg4? Tc4+ 3. Kg5 Th4! 4. Kxh4 g5+ durch die Räumung des Feldes g7 dazu führte, dass der Bauer doch noch aufgehalten wurde. Nach 5. Kxg5 Kg7 gewann Schwarz schließlich die Partie. Mit 2. Kf2 mit Marschrichtung auf den schwarzen Turm hätte Weiß die Partie indes gewonnen.

Das in dieser Partie erstmals vorgekommene Motiv ist unter dem Namen Lomans Zug in der Schachliteratur bekannt. Häufig zitiert werden darauf aufbauende Partie u. a. von Kurt Richter und Alexander Aljechin. Außerdem hat es mehreren Studienkomponisten als Grundlage weiterführender Ideen gedient.